# Comté de Jefferson (Wisconsin)
Pour les articles homonymes, voir Comté de Jefferson.
Le comté de Jefferson est un comté situé dans l'État du Wisconsin aux États-Unis. Son siège est Jefferson. Selon le recensement de 2000, sa population était de 74 021 habitants.